# Левинский, Францишек Игнацы
Франци́шек Игна́цы Леви́нский герба Брохвич (пол.  Franciszek Ignacy Lewiński , 12 августа 1783 года — 1854 года, Лосице, Царство Польское, Российская империя) — католический прелат, вспомогательный епископ епархии Янува-Подляского с 3 июля 1826 года по 1854 год, брат епископа Феликса Лукаша Левинского.

## Биография
16 февраля 1806 Францишек Игнацы Левинский был рукоположен в священника. Был настоятельнастоятелем прихода Рождества Пресвятой Девы Марии в населённом пункте Сважево (1806—1809), прихода святого Доминика в городе Ходеч (1809—1817), прихода святого Войцеха в населённом пункте Рогузьно и прихода святых Симона и Иуды в городе Вомбжезьно. После смерти своего брата Феликса Левинского был назначен апостольским администратором епархии Янува-Подляского.
3 июля 1826 года Римский папа Лев XII назначил Францишека Игнацы Левинского вспомогательным епископом епархии Янува-Подляского. 17 сентября 1826 года состоялось рукоположение Францишека Игнацы Левинского в епископа, которое совершил епископ Люблина Юзеф Марцелин Дзенцильский.
Скончался 15 июля 1854 года в городе Лосице и был похоронен на городском кладбище в Лосице.